# جشنواره بین‌المللی فیلم هنگ‌کنگ

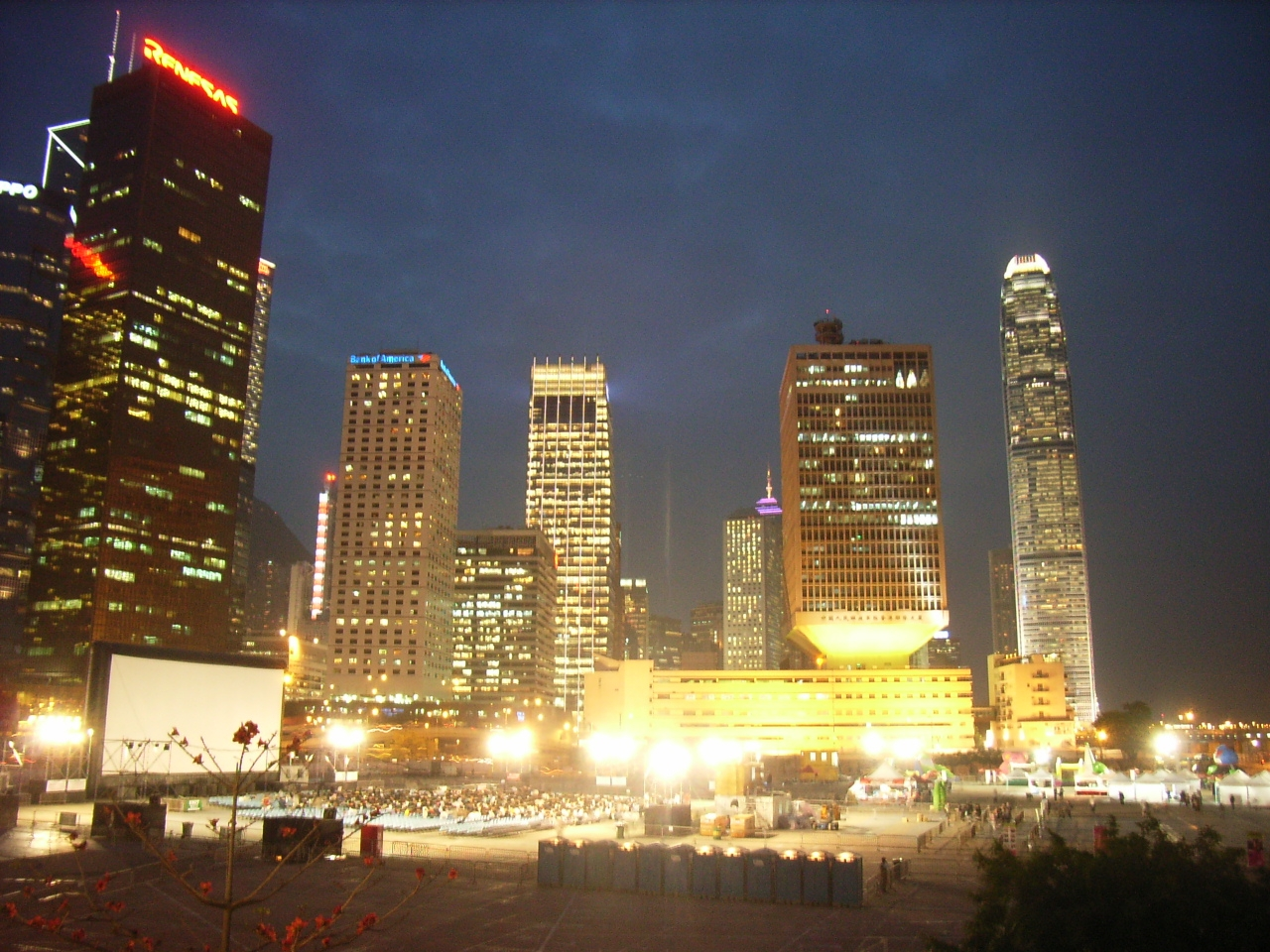
جشنواره فیلم هنگ کنگ، ۲۰۰۶

جشنواره بین‌المللی فیلم هنگ کنگ (HKIFF، به چینی:香港國際電影節) یکی از جشنواره‌های فیلم آسیا است که هرساله در هنگ کنگ برگزار می‌شود. این جشنواره از سال ۱۹۷۷ آغاز به‌کار کرد. سی‌امین دوره جشنواره فیلم هنگ کنگ در آوریل ۲۰۰۶ برگزار شد. این جشنواره به‌عنوان یک رویداد هنری معتبر برای فیلم‌سازان آسیایی جهت معرفی آثارشان شناخته می‌شود.

## جایزه‌ها
رقاب‌های این جشنواره هرساله در ۱۰ بخش زیر برگزار می‌شود:
- بهترین فیلم سال آسیا
- بهترین کارگردان
- بهترین بازیگر مرد
- بهترین بازیگر زن
- بهترین فیلمنامه‌نویس
- بهترین فیلمبردار
- بهترین مدیر هنری
- بهترین تدوین‌گر
- بهترین سازنده موسیقی متن
- بهترین طراح جلوه‌های ویژه